# The Dragon and the Wolf
"The Dragon and the Wolf" é o sétimo e último episódio da sétima temporada da série de televisão de fantasia da HBO, Game of Thrones, e o 67º em geral. O episódio foi escrito pelos co-criadores da série, David Benioff e D. B. Weiss, e dirigido por Jeremy Podeswa.
Em Porto Real, Daenerys Targaryen (Emilia Clarke), Jon Snow (Kit Harington) e Cersei Lannister (Lena Headey), juntos com seus conselheiros e aliados, se reúnem para discutir a ameaça iminente dos Caminhantes Brancos. Cersei é apresentada com uma criatura, um membro do exército dos Caminhantes Brancos, e se compromete a lutar ao lado de Daenerys e Jon, mas com a condição de que Jon cesse sua oposição à Coroa. Jon se recusa, tendo já prometido sua lealdade a Daenerys, e Cersei rejeita ajudá-los. No entanto, Tyrion Lannister (Peter Dinklage) se encontra em privado com Cersei, e consegue convencê-la a mudar de ideia e se comprometer a lutar contra os Caminhantes Brancos. Mais tarde, Jaime Lannister (Nikolaj Coster-Waldau) começa a preparar o exército Lannister, mas Cersei o impede, revelando que estava mentindo em relação a ajudar. Jaime vai embora de Porto Real, revoltado, e segue para o Norte. Em Pedra do Dragão, Theon Greyjoy comanda os Nascidos do Ferro leais à sua irmã, Yara, a salvá-la das mãos de Euron Greyjoy (Pilou Asbæk). Em Winterfell, Mindinho (Aidan Gillen) é considerado culpado de assassinato e traição, e executado por Arya Stark (Maisie Williams) e Sansa Stark (Sophie Turner). Samwell Tarly (John Bradley) se encontra com Bran Stark (Isaac Hempstead-Wright), que discutem sobre o nascimento de Jon, revelando sua linhagem Targaryen e nomeando-o verdadeiro herdeiro do Trono de Ferro. Além da Muralha, o exército dos Caminhantes Brancos chega à Atalaialeste, junto com o Rei da Noite, montado em seu dragão, Viserion, agora uma criatura, que derruba uma parte da Muralha, permitindo que os mortos passem para os Sete Reinos.
"The Dragon and the Wolf" recebeu recepção crítica positiva de críticos, que listaram a reunião em Fosso dos Dragões, a revelação completa da linhagem de Jon Snow, a falta de cooperação de Cersei para derrotar os Caminhantes Brancos, o desempenho de Aidan Gillen como Mindinho, e a demolição da Muralha como os destaques do episódio. Nos Estados Unidos, o episódio alcançou uma audiência de 12.07 milhões em sua primeira exibição, tornando-o o episódio mais bem avaliado da série.

## Enredo

### Em Porto Real
Jon e Tyrion, juntos com seus conselheiros e aliados, e com a criatura capturada (um membro do exército dos Caminhantes Brancos), chegam em Porto Real e são escoltados até Fosso dos Dragões por Bronn. Cersei e Jaime chegam, e os dois grupos esperam Daenerys aparecer no encontro. Daenerys chega em Fosso dos Dragões montada em Drogon. Cersei, Jon e Daenerys vêem Cão de Caça trazer um caixote, o qual ele abre e revela a criatura. A criatura tenta atacar Cersei, mas é impedido por sua corrente, que o corta pela metade. Como uma demonstração de como matar as criaturas, Jon incendeia a mão da criatura e a apunhá-la no coração com vidro de dragão. Jon pede para Cersei ajudar na "Grande Guerra" contra os Caminhantes Brancos. Isso aparentemente assusta Euron, que abandona a reunião e afirma que voltará para as Ilhas de Ferro.
Cersei concorda em ajudá-los sob a condição de que o Norte permaneça neutro e não formalmente aliado aos Lannister ou aos Targaryens. Tendo prometido lealdade a Daenerys, Jon se recusa a aceitar estes termos. Em resposta, Cersei vai embora e se recusa a ajudá-los. Tyrion vai até Cersei para tentar convencer sua irmã a mudar de ideia, e, aparentemente, consegue. Cersei volta para a reunião em Fosso dos Dragões, e se compromete a enviar seu exército para o Norte para lutar contra os Caminhantes Brancos. Mais tarde, no entanto, quando Jaime começa a preparar o exército para a viagem para o Norte, Cersei o impede e admite que estava mentindo, e que não tem a intenção de ajudar. Ela também revela que Euron foi embora para transportar a Companhia Dourada, um grupo de mercenários, para Westeros, o qual ela vai usar para lutar contra quem vencer a Grande Guerra. Revoltado, Jaime vai embora de Porto Real — não antes de ser ameaçado por Cersei e quase ser morto por Sor Gregor — e segue para o norte, afirmando que deu sua palavra e que pretende mantê-la. Quando Jaime vai embora, começa a nevar, pois o inverno finalmente chegou em Porto Real.

### Em Pedra do Dragão
Jon, Daenerys e seus conselheiros chegam novamente em Pedra do Dragão. Jorah aconselha Daenerys a voar para o Norte em um de seus dragões, mas ela decide ir de navio com Jon para Porto Branco. Theon aborda Jon, e os dois discutem sobre suas inimizades. Jon afirma que Theon é tanto um Stark quanto um Greyjoy, e Theon decide agir em relação ao seu abandono de sua irmã, Yara. Ele retorna até seus homens e os informa que eles irão salvar sua irmã, mas enfrenta a oposição do líder do grupo e é quase espancado até a morte. No entanto, Theon consegue vencer no final, e lidera seus homens para encontrar Yara.

### Em Winterfell
Mindinho se encontra com Sansa e os dois começam a discutir sobre o comportamento ameaçador de Arya depois que descobriu sobre a carta de Sansa enviada para sua família implorando por lealdade ao Rei Joffrey. Mindinho tenta fazer com que Sansa pense da mesma maneira que ele, questionando os motivos das pessoas e pensar o pior em relação a todos. Mais tarde, Arya é levada diante de Sansa e Bran, assim como dos senhores do Norte e do Vale. Sansa a acusa de assassinato e traição, mas direciona isso para Mindinho ao invés de Arya. Mindinho fica confuso inicialmente, mas Sansa começa a relembrar seus crimes, incluindo o assassinato de Lysa e Jon Arryn, a traição de seu pai, Ned, e o início da guerra entre os Stark e os Lannister. Mindinho nega as acusações, afirmando que ninguém estava lá para ver sua traição em relação a Ned, mas Bran repete as últimas palavras de Mindinho antes de ele colocar uma faca na garganta de seu pai: "Eu avisei para não confiar em mim". Mindinho tenta fazer com que Yohn Royce o salve, mas Royce se recusa. Sem opções, Mindinho percebe que foi finalmente derrotado, se ajoelha e implora por misericórdia, mas Sansa recusa, agradecendo-lhe pelas lições que ele lhe ensinou. Com a ordem de Sansa, Arya corta sua garganta, matando-o. As duas irmãs conversam sobre as batalhas em Winterfell, concordando que "o lobo solitário morre, mas a matilha sobrevive" descreve sua ligação familiar.
Mais tarde, Sam e sua família chegam em Winterfell. Ele se encontra com Bran, que revela que testemunhou o nascimento de Jon na Torre da Alegria por Lyanna Stark, inicialmente, acreditando que Jon é um bastardo chamado Jon Sand. No entanto, Sam lembra da passagem que teve anteriormente transcrita em um diário do Alto Septão, revelando que Rhaegar Targaryen teve seu casamento com Elia Martell anulado, e casou-se novamente com Lyanna em uma cerimônia secreta, fazendo com que Jon seja um descendente legal natural de Rhaegar e Lyanna. Bran acessa esta memória e testemunha o casamento, assim como o verdadeiro nome de Jon, Aegon Targaryen, e deduz que Jon é o verdadeiro herdeiro do Trono de Ferro.

### No Mar Estreito
Tyrion vê Jon Snow entrando na cabine de Daenerys. Na cabine, Jon e Daenerys transam.

### Em Atalaialeste
Enquanto Beric e Tormund patrulham a Muralha, os Caminhantes Brancos e seu exército chegam à Atalaialeste com o Rei da Noite e seu dragão, agora uma criatura. O Rei da Noite começa a destruir a Muralha com o fogo azul de Viserion, e a Muralha começa a desmoronar. Uma parte da Muralha cai, permitindo que os Caminhantes Brancos e o seu exército passem para os Sete Reinos em direção ao Sul.

## Recepção

### Audiência
"The Dragon and the Wolf" foi visto por 12.07 milhões de famílias Americanas em sua primeira exibição na HBO, tornando-se a maior assistido episódio da série.

### Recepção da crítica
"The Dragon and the Wolf" foi elogiado pela crítica, que listou o encontro em Fosso dos Dragões, a revelação completa da linhagem de Jon Snow, a falta de cooperação de Cersei para derrotar os Caminhantes Brancos, o desempenho de Aidan Gillen como Mindinho, e a demolição da Muralha como os destaques do episódio. O episódio recebeu 89% classificação no site agregador de revisão Rotten Tomatoes a partir de 38 comentários, com uma pontuação média de 8.8 de 10. O consenso do site diz: "Embora muito mais lento no ritmo que a época que a precederam, "The Dragon and the Wolf" entregou conclusões satisfatórias de vários arcos da história, e com maestria configurar o final de temporada da série".
Matt Fowler, da IGN, escreveu em sua crítica do episódio: "Enquanto o episódio da semana passada parecia rush através de grandes momentos, "The Dragon and the Wolf" deixou as coisas consideravelmente devagar, proporcionando cenas longas e significativas preenchidas com o diálogo, decepção, revelações, reviravoltas – e a maioria dos personagens principais, reunidos em um só lugar na série. Para rematar, nós temos uma grande sequência de ação que mudou drasticamente o tabuleiro de jogo indo para o final da temporada". Ele elogiou o desempenho de Aidan Gillen como Mindinho antes de sua morte, a escrita "Gillen foi magistral em cena, onde ele entrou de surpresa em choque a petição em questão de poucos minutos". Ele deu ao episódio uma nota de 9.3 de 10. Erik Kain, da Forbes, escreveu em sua crítica que ele sentiu que o episódio sofrido algum apressado histórias, mas passou a elogiar o episódio, escrevendo: "O final da sétima temporada de Game of Thrones foi um dos mais importantes, insano, e, finalmente, satisfazer episódios HBO tem nos dado até à data. Entre a epic revela e o desmoronamento da Parede, este foi o episódio perfeito para encerrar um muito curto de tempo, e para inaugurar o trecho final". Ele listou o revelar de Jon Snow da linhagem como um dos mais importantes momentos do episódio, e elogiou-o pela paralelização Jon e Daenerys íntimo encontro sexual. Myles McNutt, do The A.V. Club, escreveu em sua crítica: ""The Dragon and the Wolf" retorna para o ritmo lento da estreia, um aparador para a temporada impulsionado pelo tensas negociações e crucial emocional pontos de viragem". Ele continuou criticando o episódio de ritmo e algumas das motivações do personagem, particularmente em Winterfell, cenas, mas no fim, deu ao episódio um B+. Jeremy Egner do The New York Times também louvarem ao episódio, embora com algumas críticas em direção ao episódio de previsibilidade, de "escrita de domingo muito agitado episódio tinha uma abundância de momentos agradáveis e azul de fogo alimentado espetáculo, e, efetivamente, ao lado da temporada culminando em confrontos dos vivos, os mortos e o velho venal forças cíclico de destruição, que ele não oferece muito em termos de surpresa. De fato, o final amplamente cortado de caixas que tem sido amplamente telegrafou ao longo da temporada".